# Oliver Hazard Perry
Oliver Hazard Perry (South Kingston, Rhode Island, 1785. augusztus 20. – Port of Spain, 1819. augusztus 23.) amerikai haditengerész, aki az 1812-es brit–amerikai háború idején megverte az angolokat az Erie-tavi csatában.

## Pályafutása

### Kezdetek
Oliver Hazard Perry Christopher R. Perry és Sarah Perry első gyermekeként született 1785-ben. Négy öccse és három lánytestvére volt. Egyik öccse, Matthew Calbraith Perry szintén tengerésztiszt lett, és komoly érdemeket szerzett a Japán nyitását kierőszakoló katonai összetűzésekben.
Tizenhárom évesen, követve apját, csatlakozott az amerikai haditengerészethez. Első útján az édesapja által irányított 30 ágyús General Greene fedélzetén szolgált. A USS Adams fregatt, majd a USS Nautilus szkúner fedélzetén részt vett a berber kalózok elleni első amerikai–berber háborúban az észak-afrikai vizeken. 1805-ben, mindössze húszévesen korvetthadnaggyá léptették elő, és megbízták egy kisebb szkúner vezénylésével. Később a 14 löveges Revenge kapitánya lett, és az Egyesült Államok keleti partjainál, az Atlanti-óceán északi és középső területén cirkált. 1808-1809-ben hadihajó-építéssel is foglalkozott, amelynek során olyan ismereteket szerzett, amelyeket későbbi megbízásakor tudott igazán hasznosítani.
1811-ben, Rhode Island partjainál, rossz időjárási viszonyok között zátonyra futott hajójával. Perry vizsgálatot kért maga ellen, amelynek eredményeként vétlennek találták. Május 5-én feleségül vette Elizabeth Champlin Masont. Következő év májusában visszatért az aktív szolgálatba, és ismét előléptették. Egy hónappal később az Egyesült Államok hadat üzent Nagy-Britanniának. Perryt megbízták egy 12 löveges hajó irányításával a Newporthoz és New Londonhoz közeli vizeken. Mivel ezen a poszton kevéssé tudott részt venni a háborúban, áthelyezését kérte a nyílt tengeri flottához vagy a Nagy-tavakra.

### Háborúban
1813 februárjában utasítást kapott, hogy csatlakozzon az Isaac Chauncey irányította egységhez az Ontario-tavi Sacket's Harborba. Ide március 3-án érkezett meg. Chauncey nem sokkal később az Erie-tóra küldte Perryt, ahol már készült egy kisebb flotta, hogy megütközzön az angolokkal, és átvegye az uralmat a terület felett.
Perry 1813. szeptember 10-én flottájával megütközött az angolokkal, akiket a csatában megvert, és ezzel nagy mértékben hozzájárult ahhoz, hogy az Egyesült Államok átvegye az északnyugati területek ellenőrzését. Perry már a csata elején kénytelen volt elhagyni zászlóshajóját, a Lawrence-t, mert súlyosan megsérült. A csatát a Niagara fedélzetéről folytatta. Győzelme ismertté és népszerűvé tette: Oliver Hazard Perry volt az első, aki egy teljes brit hajórajt úgy tudott legyőzni, hogy valamennyi saját egysége visszatért a kikötőbe. Perryt kapitánnyá nevezték ki. Október 5-én részt vett a Thames folyó menti csatában, amelyben meghalt az indián koalíció vezére.

### Amerika hőse
A háború után Perry megkapta a kongresszustól a becsület érdemérmet. 1815-1817-ben a Java nevű fregattot irányította a Földközi-tengeren. 1815-ben részt vett a második amerikai–berber háborúban. Később, 1819-ben diplomáciai tárgyalásra indult, hogy véget vessen a Buenos Airesből és Venezuelából induló kalóztámadásoknak, amelyek az amerikai vitorlásokat ellen irányultak. 1819 júliusában megérkezett az Orinoco-folyóhoz, ahol átszállt a USS Nonsuch fedélzetére, amellyel Angosturába hajózott, ahol találkozott Simón Bolívarral. Oliver Hazard Perry a hazafelé vezető úton sárgalázat kapott, és 1819. augusztus 23-án hajója, a John Adams fedélzetén, Trinidad közelében meghalt. Katonai tiszteletadás mellett a trinidadi Port of Spainben temették el. 1826-ban földi maradványait Newportba szállították, ahol az állam emlékművet állított a tiszteletére.

## Érdekesség
- Az amerikai haditengerészet az 1970-es évek második felében új hajótípust vezetett be, amely egyaránt bevethető rakétahordozók, tengeralattjárók és repülőeszközök ellen. Ezt a fregattosztályt Oliver Hazard Perryről nevezték el.[6] Az osztály 51 hajóegységét 2015 közepén vonták ki a hadrendből.[7]